# Riazań II
Riazań II (ros. Рязань II) – węzłowa stacja kolejowa w miejscowości Riazań, w obwodzie riazańskim, w Rosji. Węzeł linii Moskwa – Riazań – Morze Czarne/Kaukaz z linią biegnącą w stronę Samary.
Jest to pierwsza po Moskwie stacja zatrzymywania się pociągów dalekobieżnych, zmierzających do miast regionów czarnomorskiego i kaukaskiego.

## Historia
Stacja powstała w XIX w. pomiędzy stacjami Diagilewo i Dienieżnikowo.